# Diorama (Goiás)
Diorama é um município brasileiro do estado de Goiás. Sua população estimada em 2020 foi de 2.479 habitantes. Localiza-se na região Oeste do Estado de Goiás.

## Literatura
- Diorama, História e Atualidade, Prefeitura de Diorama Administração: 2001/2004.